# 舒备德
约翰·海因里希·弗里德里希·舒巴特（德語：Johann Heinrich Friedrich Schubart，1878年9月19日—1955年12月2日），中文名舒备德，德国建筑师，长期在柏林的普鲁士王国、普鲁士邦政府任职，1907至1910年在德属胶澳租借地的青岛工作，1928至1931年为南京国民政府德籍顾问。

## 生平

### 早年
1878年9月19日，舒备德生于德国汉诺威，其父弗里德里希·舒巴特（Friedrich Schubart）为一名家具厂厂主，其母为威廉明娜·多萝蒂亚·瓦尔海内克（Wilhelmine Dorothea Wallheinecke）。1898年，舒备德就读于汉诺威皇家工业大学（今汉诺威大学）建筑学专业，1902年11月通过第一次国家考试，并于12月3日就任为当地政府职员。在柏林通过第二次国家考试后，舒备德于1906年11月17日获得政府建筑师（Regierungsbaumeister）头衔。

### 青岛任职时期

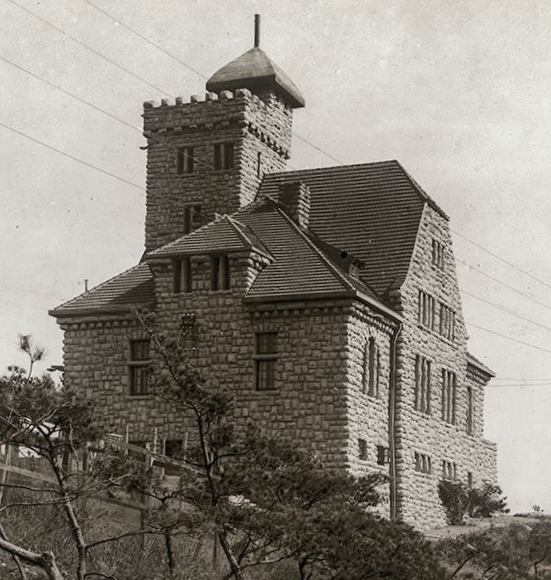
青岛观象台

舒备德在杜伊斯堡获得第一份正式职务后不久便向帝国海军部申请赴德属胶澳租借地工作。1907年3月12日，舒备德从热那亚乘艾特尔·腓特烈亲王号邮轮赴青岛。到达青岛后，舒备德供职于总督府地上建设局。1907年5月3日，舒备德与同事古斯塔夫·布莱希（Gustav Blaich）为新建成的三江会馆剪彩，又于7月12日为督署学校新教学楼剪彩。同年秋，舒备德设计了位于青岛湾东岸的德国海军军官俱乐部，并兼任施工监理，又于10月份接手了毛奇兵营的施工监理。此后，舒备德为青岛狩猎协会（Tsingtauer Jagdverein）设计了距离市中心15公里的狩猎俱乐部（Jagdhaus），并在市内设计了数座私人住宅。
1910年6月开工的青岛观象台大楼是舒备德在青岛参与的最重要的工程，这座位于观象山山顶、状如城堡的建筑被认为是一座气势恢宏的建筑经典。而舒备德设计该建筑期间，其上司、地上建筑总监卡尔·施特拉塞尔（Karl Strasser）认为舒备德的楼梯设计“技术上完全不可行”。两人的意见不合近乎酿成冲突，但最终经过讨论得以化解。舒备德在观象台开工前便已离开青岛，观象台的楼梯在实际施工中是否按照其原设计，他本人也并不知晓。
在青岛期间，舒备德与德籍翻译官慕兴立（Heinrich Mootz）、埃里希·米歇尔森（Erich Michelsen）等人关系友好，其中文名即为米歇尔森所取。舒备德在慕兴立和米歇尔森的鼓励下学习中文，至1910年离开青岛时，已能够流利地使用汉语，并具备一定阅读能力。舒备德爱好摄影，用照相机记录了他在青岛参与的建筑工程、公众活动、青岛及周边地区的风土人情等。

### 1910年代至1920年代
1910年2月28日，舒备德离开青岛，前往蒙古、暹罗、爪哇、印度游学。同年8月16日，舒备德就职于位于柏林的全普鲁士建设管理局（Allgemeine Preußische Bauverwaltung）。1913年，舒备德完成了一篇以中国传统建筑为主题的博士论文后，在皇家萨克森工业大学（今德累斯顿工业大学）取得博士学位。
一战爆发后，舒备德应召入伍，被派往法国境内的马斯河前线，并在那里认识了战地医院护士艾米·科尔斯曼（Emmy Colsman），两人于1917年11月13日结婚。1917至1918年间，舒备德在巴尔干半岛的瓦尔达尔河河谷参与从贝尔格莱德经斯科普里到塞萨洛尼基的铁路及桥梁建设，之后又在土耳其的布尔萨和屈塔希亚参与建设养蚕场的过冬设施。1918年，舒备德回到柏林的全普鲁士建设管理局工作，并在腓特烈·威廉大学（今柏林洪堡大学）学习汉语，于1921年获得口译员资格。1924年至1925年，舒备德在柏林夏洛滕堡区建造了一栋住宅以供其全家居住。

### 国民政府德籍顾问

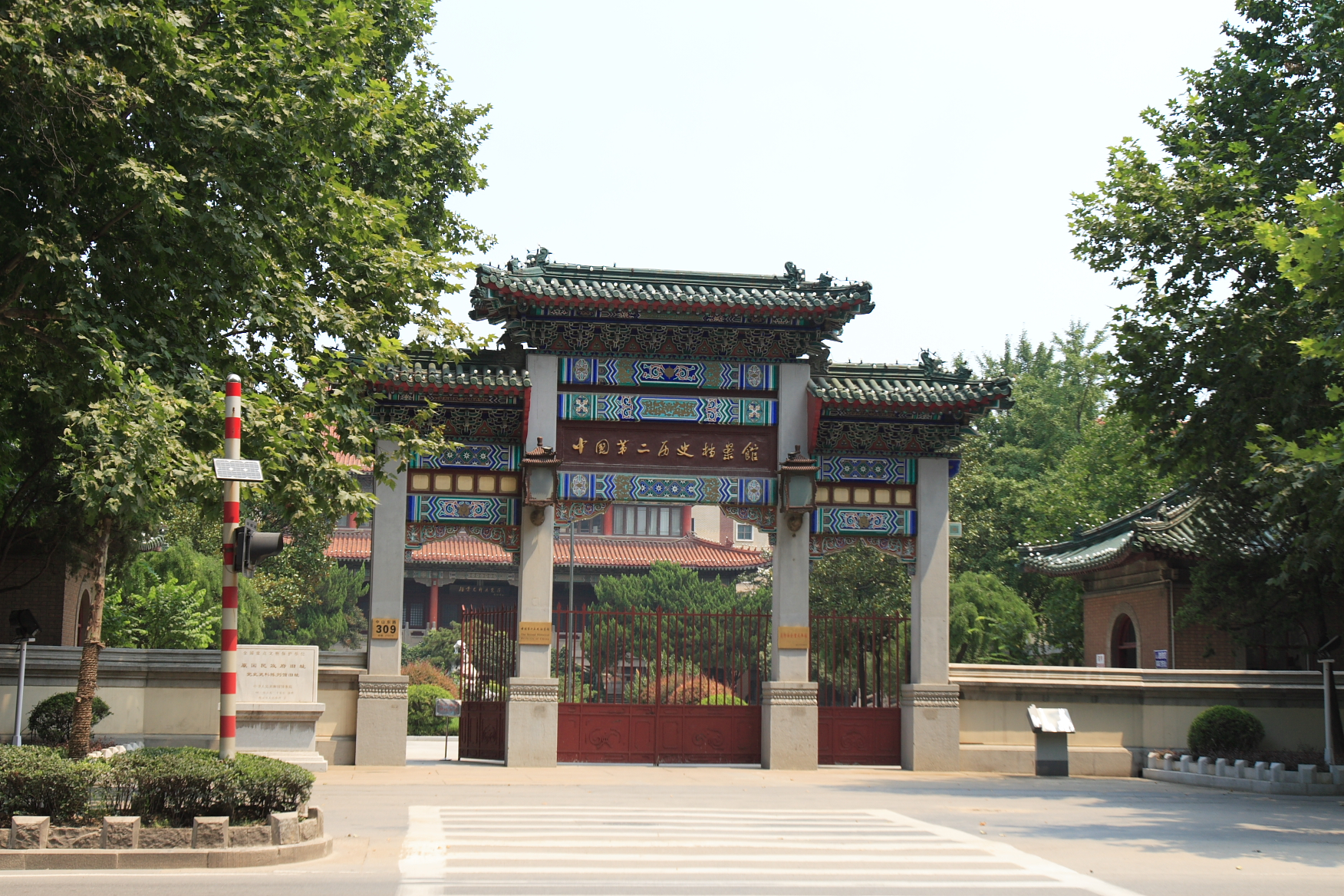
位于明故宫西华门附近的国民党中央党史史料陈列馆旧址

国民政府定都南京后，舒备德再次赴中国工作。1928年11月，舒备德作为马克斯·鲍尔的德国顾问团成员到达南京，出任南京特别市政府顾问，1929年7月又被聘为首都建设委员会顾问，参与南京城市规划，同时在首都建设委员会悬奖征求中央政治区规划方案时任评判顾问。
当时，由美国建筑师茂飞主导，美国建筑师古力治、中国建筑师吕彦直、黄玉瑜、朱神康等协助编制的《首都计划》正在制订之中。黄玉瑜、朱神康完成的中央政治区方案获奖，并被收录在同年12月公布的《首都计划》最后文本中。该方案主张将中央政治区设于南京城墙以外的紫金山南麓，而舒备德、吕彦直及1928年10月由南京市工务局编制公布的《首都大计划》第三稿则主张将中央政治区设于明故宫一带。1929年10月至1930年7月，舒备德在《首都建设》公报上连续发文，提出国民与政府不应分离、政治区“不能建于荒僻辽远之处”、南京的未来发展方向应为长江沿岸交通便利商业繁盛的区域而非高山地区。同时认为应保留南京城墙等遗迹，将明故宫遗址辟为公园。国民政府最终在时任主席蒋中正的批示下决定将明故宫一带规划为政治区域。
中山陵的设计师吕彦直于1929年3月逝世后，舒备德可能参与了中山陵的建设。舒备德在南京期间亦曾参与政府职员、官员住宅的规划设计，之后又在杭州参与城市规划。1930年9月，舒备德将其妻子与三个孩子接到上海居住，但次年九一八事变爆发后，中国局势日趋不稳，舒备德遂与家人离开中国。

### 1930年代后及晚年
1931年11月，舒备德回到柏林。1935年起，舒备德负责了柏林帝国造币厂的改建扩建工程，1941年退休。1943年至1944年间，舒备德在柏林的住宅在轰炸中受损，导致他在中国工作时的一些资料被毁。1945年盟军占领柏林后，其住宅先后被苏军、英军征用，迫使舒备德于1948年迁居至妻子的家乡莱茵兰的朗根贝格。1949年，舒备德为其女儿艾迪特（Edith）在库克斯哈芬设计了一幢住宅。1955年12月2日，舒备德在朗根贝格逝世。

## 建筑作品及参与工程
以下为舒备德所参与的建筑工程的不完全列表，设计师未标明者均为舒备德作为设计师参与的建筑工程。
| 名称                       | 年代        | 现地址                           | 图像 | 备注及来源                             |
| -------------------------- | ----------- | -------------------------------- | ---- | -------------------------------------- |
| 德国海军军官俱乐部         | 1907-1909年 | 中国青岛市莱阳路8号              |      | [ 4 ]                                  |
| 毛奇兵营                   | 1905-1909年 | 中国青岛市登州路77号             |      | 舒备德自1907年10月起负责施工监理       |
| 莱尔谢纪念碑               | 1908年      | 中国青岛市崂山区茶涧一带         |      | [ 1 ] [ 7 ]                            |
| 青岛狩猎俱乐部             | 1908年      | 中国青岛市崂山区牟家、枯桃一带   |      | [ 1 ]                                  |
| 赫尔曼·索尔夫住宅          | 1909年      | 中国青岛市齐东路1号              |      | [ 1 ] [ 3 ]                            |
| 皇家青岛观象台             | 1910-1912年 | 中国青岛市观象二路15号           |      | [ 4 ]                                  |
| 柯尼希斯武斯特豪森地方法院 | 1910年      | 德国勃兰登堡州柯尼希斯武斯特豪森 |      | [ 1 ]                                  |
| 德意志帝国造币厂           | 1936-1942年 | 德国柏林中心区                   |      | 弗里茨·凯伯尔（Fritz Keibel）与阿图尔·雷克（Arthur Reck）设计 |